# Yanktonai

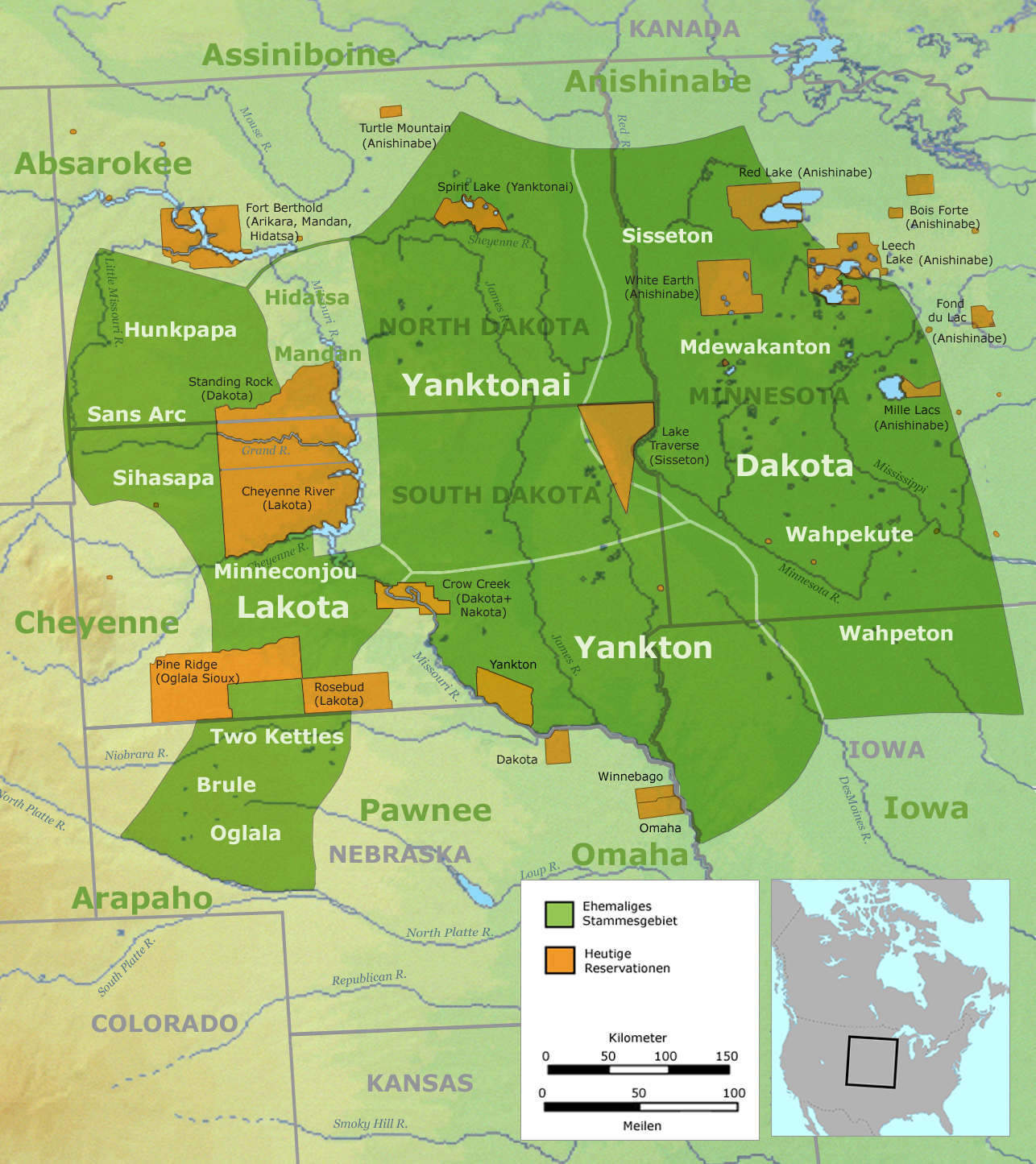
Territori original de la Gran Nació Sioux (en verd): els lakota (inclosos els sans arc o itazipco), els nakota (yanktonai i Tribu Yankton Sioux) i dakota, així com el territori de les reserves (taronja)

Els yanktonai (en dakota iháŋktȟuŋwaŋna, "petita vila cap al final", d'ihanke -fi; tonwan - vila) són una de les set divisions de la Nació Dakota de la Gran Nació Sioux.

## Grups i thiyóšpaye dels yanktonai
Els yanktonai es divideixen en els següents subgrups (thiyóšpaye), que alhora es divideixen en famílies extenses (tiwahe):
- Alts Yanktonai o Wičhíyena (‘Aquells que no parlen com els homes')[2]
  - Wazikute (‘arquers entre els pins')
  - Takini (‘millora en condicions com un animal prestat’)
  - Cikcitcena oder Shikshichena (‘dolents de diferents classes')
  - Bakihon (‘es tallen ells mateixos amb ganivets')
  - Kiyuksa (‘trenquen amb la tradició o la llei del matrimoni’)
  - Pabaska (Paksa, Natakaksa - ‘caps tallats')[3]
  - grup setè (nom no registrat)
- Baixos yanktonai o hunkpatina (‘habitants a l'entrada del cercle del campament’) 
  - Hunkpatina (‘llavis suats')
  - Cuniktceka oder Shungikcheka (‘gossos comuns')
  - Takhuha Yuta (‘menjadors de rascades amagades')
  - Sanona oder Sanone (‘disparen a un objecte blanc’)
  - Ihasha (‘llavis vermells')
  - Iteghu (‘cares cremades')
  - Pteyutecni o Pteyuteshni (‘no mengen búfales')

## Història
La primera referència com a tribu separada dels yankton és de La Sueur en 1700. No tornen a ser esmenats fins a l'arribada de Lewis i Clark en 1804, qui afirmen que vagaven per les capçaleres dels rius Sioux, James i Red. La migració des de la seva llar oriental, al nord de Mille Lac, Minnesota, probablement va tenir lloc a principis del segle xviii. És probable que seguiren o acompanyaren als teton, mentre que la Tribu Yankton Sioux es van establir més cap al sud-oest. Long (1823) parla d'aquests com una de les més tribus dakota més importants, els seus terrenys de caça s'estenien des del riu Red fins al Missouri. Warren (1855) dona com al seu hàbitat el país entre el riu James i el Missouri, que s'estén pel nord fins a Devils Lake, i afirma que van lluitar contra els Estats Units en la guerra de 1812, i que el seu cap en aquell moment va anar a Anglaterra. No sembla que aquesta tribu prengués part en la massacre de Minnesota de 1862.
En 1865 se signaren tractats separats de la pau amb els Estats Units pels alts i baixos yanktonai, vinculant-los a usar la seva influència i poder evitar les hostilitats no sols contra els ciutadans, sinó també entre les tribus indígenes de la regió. Posteriorment es van reunir en reserves, els yanktonai superior principalment a Standing Rock, en part també a Devils Lake, Dakota del Nord; els baixos yanktonai (Hunkpatina) principalment a Crow Creek, Dakota del Sud, i petites parts a les reserves de Standing Rock, Dakota del Nord, i Fort Peck, Montana.

## Divisió actual
Els wahpekute no formen una sola tribu reconeguda federalment, sinó que als Estats Units són repartits entre les tribus reconegudes i reserves índies de Fort Peck (Montana), Tribu Spirit Lake (Dakota del Nord), Standing Rock i Crow Creek (Dakota del Sud) i a les Primeres Nacions del Canadà Birdtail Sioux i Canupawakpa Dakota, a Manitoba.